# Kasper Nielsen
Kasper Nielsen, danski rokometaš, * 9. junij 1975.
Z dansko rokometno reprezentanco se je udeležil evropskega prvenstva leta 2008 in istega leta tudi poletnih olimpijskih iger ter svetovnega prvenstva v rokometu leta 2011.